# In a Reverie
In a Reverie är debutalbumet av det italienska gothic metal-bandet Lacuna Coil, utgivet den 8 juni 1999 genom Century Media. Albumet producerades av den tyske metalproducenten Waldemar Sorychta. En nyutgåva lanserades under 2005 med nytt skivomslag och bonusmaterial för PC.
Albumet hamnade aldrig på någon lista och blev inte någon större framgång vid tiden den släpptes, men kom senare att betraktas som en klassiker av metalfans i dess genre och har betyget fyra av fem på webbplatsen Allmusic.

## Låtlista
Texter av Cristina Scabbia & Andrea Ferro; musik av Marco Coti Zelati, utom "To Myself I Turned" (Waldemar Sorychta).
1. "Circle" – 3:55
2. "Stately Lover" – 4:52
3. "Honeymoon Suite" – 4:31
4. "My Wings" – 3:45
5. "To Myself I Turned" – 4:24
6. "Cold" – 4:19
7. "Reverie" – 6:20
8. "Veins of Glass" – 5:13
9. "Falling Again" – 5:07

Bonusmaterial på nyutgåvan
- PC-material: bakgrundsbilder

## Medverkande
- Cristina Scabbia: kvinnlig sång
- Andrea Ferro: manlig sång
- Cristiano Migliore: gitarr
- Marco Coti Zelati: bas
- Cristiano Mozzati: trummor/slagverk
- Lacuna Coil: arrangemang
- Waldemar Sorychta: keyboard
- Valerie Lynch: källa för låttexter
- Waldemar Sorychta: producent
- Siggi Bemm & Waldemar Sorychta: ljudtekniker
- Wolfgang Bartsch: fotografi
- Media Logistics (Carsten Drescher): layout & design